# Liste de poètes de langue persane
Cet article répertorie des poètes ayant écrit en langue persane.

## A
- Farid Al-Din Attar (1119-1190)
- Nadia Anjuman (1981-2005)
- Atefe Asadi (1994-)
- Manouchehr Atashi

## C
- A'd od-Din Mahmoud Chabestari (XVe siècle)

## D
- Bidel Dehlavi

## F
- Ferdowsi Tousi (935–1020)
- Furough Farrokhzad (1924-1967)

## H
- Hafez (1310-1337)

## Kh
- Afzaladdin Khaghani (1120-1190)
- Omar Khayyam (1048-1131)

## M
- Sayd Bahodine Majrouh (1928-1988)
- Fereydoon Moshiri (1926-2000)

## N
- Nizami  (1141 – 1209)

## S
- Mushrif-ud-Din Abdullah Sa'di (1184 - 1283/1291)
- Sohrab Sepehri (1928-1980)
- Hashem Shaabani (1981-2014)
- Mohammad Hossein Behjat Tabrizi Shahri'yâr (1906-1988)
- Ahmad Shamlou (1925 - 2000)

## R
- Abdullah Jafar Ibne Mohammed Roudaki (859-c.941)
- Jalal Ud Din Rumi (1200-1273)